# جائزة بوليتزر
جائزة بوليتزر (بالإنجليزية: Pulitzer Prize)‏ هي مجموعة من الجوائز والمنح تقدمها سنويا جامعة كولومبيا بنيويورك في الولايات المتحدة الأمريكية في مجالات الخدمة العامة والصحافة والآداب والموسيقى.
تحظى هذه الجوائز، التي مُولت في الأساس بمنحة من رائد الصحافة الأمريكي جوزيف بوليتزر بتقدير كبير، وتمنح في شهر مايو من كل عام منذ عام 1917. وتمنح جامعة كولومبيا الجوائز بتوصية من هيئة جوائز بوليتزر، المكونة من محكمين تعينهم الجامعة نفسها ويصل عدد الجوائز الممنوحة سنويا إلى واحد وعشرين جائزة، منها أربع عشرة جائزة في مجال الصحافة، وست في مجال الآداب، وواحدة في الموسيقى، إضافة إلى أربع مِنح في مجالات متعددة أخرى.

في 20 فئة يتلقى كل فائز شهادة وجائزة نقدية قدرها 10,000 دولار أمريكي. أما الفائز في فئة الخدمات العامة في مسابقة الصحافة فيُمنح ميدالية ذهبية.

## ترشيح الأعمال والحكم عليها
لا تمنح الجائزة تلقائياً إلى أي عمل في الصحافة ما لم يتم تسجيل هذا العمل في جائزة بوليترز (رسوم تسجيل العمل 50 دولار)، ويجب أن يكون العمل مناسباً لأحد موضوعات الجائزة ولا يتم تسجيل العمل الواحد في أكثر من فرعين من فروع الجائزة، ولا يمكن ترشيح عمل فقط لكونه أدبياً أو موسيقياً.

كل عام يتم اختيار 102 قاضياً من قبل مجلس جائزة بوليترز للعمل في 20 لجنة مستقلة لفروع الجائزة الواحدة والعشرون (لجنة واحدة لفرعي التصوير على حد سواء).

تختار اللجان 3 أعمال في كل فرع من فروع الجائزة، ويفوز العمل الحاصل على أعلى نسبة أصوات من المجلس أو إذا جاوز التصويت نسبة 75% على استبدال الأعمال وإدخال أخرى أو يصوت المجلس بعدم أحقية أي عمل بالجائزة.

## فروع الجائزة

### مجال الصحافة
- أفضل عمل صحفي في مجال الخدمة العامة.
- أفضل تغطية إخبارية.
- وأفضل تحقيق صحفي.
- أفضل تحليل صحفي.
- أفضل سبق صحفي.
- أفضل تقرير في الشؤون المحلية الخاصة بالولايات المتحدة.
- أفضل تقرير في الشؤون الدولية.
- أفضل مقالة أو مقالات صحفية خاصة.
- أفضل تعليق.
- أفضل نقد صحفي.
- أفضل مقالات افتتاحية خلال العام.
- أفضل عمل كاريكاتيري.
- أفضل صورة فوتوغرافية (ضوئية) أخبارية.
- أفضل صورة فوتوغرافية خاصة.

### مجال الآداب
- أفضل رواية.
- أفضل عمل مسرحي.
- أفضل كتاب في تاريخ الولايات المتحدة.
- أفضل سيرة حياة أو سيرة ذاتية.
- أفضل ديوان شعري.
- أفضل عمل غير روائي لا يندرج تحت أي تصنيف آخر.

### مجال الموسيقى
- أفضل عمل في مجال التأليف الموسيقي أو الغنائي، أو الرقص، أو الأوبرا، أو أي شكل آخر من أشكال الموسيقى.

### المنح
يتم منح أفضل أربعة خريجين في مجال الصحافة تختارهم جامعة كولومبيا: ثلاثة منهم لمواصلة الدراسة خارج الولايات المتحدة، ورابع لمواصلة الدراسة في مجال المسرح أو الموسيقى أو الآداب أو السينما أو النقد التلفازي.

## مجلس الجائزة
يضم مجلس الجائزة عشرون عضواً هم مديري التحرير في الصحف المحلية وستة أكاديميين من ضمنهم مدير جامعة كولومبيا، وعميد كلية الصحافة في جامعة كولومبيا ومدير الجوائز.

مدير الجوائز. والعميد لا يمكنه التصويت.

## وصلات خارجية
- الموقع الرسمي (باللغة الإنجليزية)